# Javier Guerra (atleta)
Javier Guerra Polo (10 de noviembre de 1983 en Segovia, Castilla y León, España) es un atleta español. Su especialidad son las carreras de fondo y el campo a través y fue campeón de España de Maratón en 2013.

## Trayectoria deportiva
Hizo sus primeras apariciones internacionales en categoría junior en el Campeonato de Europa de cross de 2001 logrando un 9.º puesto y en el Campeonato mundial de cross de 2001 con un puesto 89.
En 2002 participó en el Campeonato Mundial Junior de Atletismo de Kingston en la prueba de 5000 metros terminando en el puesto 15.º.
En 2008 fue quinto en la prueba de los 5000 metros en el Campeonato Iberoamericano de Atletismo de Iquique.
En 2009 fue Campeón de España de 10 kilómetros en ruta.
En los años 2005 y 2010 participó en los Campeonatos mundiales de cross, abandonando en su primera participación y terminando en el puesto 80 en 2010. También participó en 7 Campeonatos de Europa de cross entre 2005 y 2013, obteniendo buenos resultados en 2011, 5.º puesto, y 2012, 8.º puesto.
En 2013 se proclamó Campeón de España de Maratón en La Coruña en el primer maratón que corrió y posteriormente debutó en el Campeonato del Mundo de Moscú en la prueba de Maratón obteniendo el 15.º puesto con un tiempo de 2h14'33".
En 2014 debutó en el Campeonato de Europa de Zúrich, de nuevo en Maratón, obteniendo un meritorio 4.º puesto con un tiempo de 2h12'32". También participó en el Campeonato Mundial de Media Maratón en Copenhague terminando en el puesto 38.º con un tiempo de 1h02'27".
Participó en agosto de 2015 en el Maratón del Mundial de Pekín-2015 terminando en el puesto 13.º con un tiempo de 2h17'00" y obteniendo una plaza para el maratón de los Juegos Olímpicos de Río en 2016.
Participó en abril de 2017 en el Maratón de Londres terminando en el puesto 9.º con un tiempo de 2h10'55".
Participó en febrero de 2018 en el Maratón de Sevilla (campeonato de España) terminando en el puesto 4 en la general (a 17 " del primero) y proclamándose campeón de España con un tiempo de 2h08'34".
En 2020 consiguió su tercer campeonato de España, de nuevo en la maratón de Sevilla, con un tiempo de 2h07'27" que le dio el pase a los Juegos Olímpicos de Tokio 2020.

## Mejores marcas
- 5000 m: 13:46.12 (año 2007).
- 10 000 m: 28:53.03 (Avilés, año 2009).
- Media Maratón: 1:01:38 (Granollers, año 2018)
- Maratón: 2:07:27 (Sevilla, año 2020).